# NGC 274
NGC 274 je eliptická galaxie v souhvězdí Velryby. Její zdánlivá jasnost je 11,8m a úhlová velikost 1,4′ × 1,2′. Je vzdálená 81 milionů světelných let. Objevil ji William Herschel 10. září 1785.
Spolu s galaxií NGC 275 tvoří interagující pár, který je zařazen v katalogu pekuliárních galaxii jako Arp 140.